# Experimentos de De Candolle
Los experimentos de de Candolle (nacido como Alphonse Louis Pierre Pyrame de Candole, el 26 de octubre de 1806 en París, Francia) fueron una serie de procedimientos experimentales llevados a cabo en el Jardín de Plantas de París en algún momento de la década de 1840 con el objetivo de entender ciertos movimientos observados en algunas plantas frente a estímulos luminosos (hoy conocidos como fotonastia). Este fue un trabajo científico que dio lugar a multitud de revisiones por parte de los naturalistas coetáneos a de Candolle, entre los que se cuentan otros botánicos, ornitólogos e incluso entomólogos como James Rennie (naturalista) en su Insect miscellanies.

## Procedimiento
Se utilizaron diversas especies vegetales herbáceas, que fueron cultivadas de forma normal hasta llevar a cabo el experimento. Se dispusieron en un sótano de manera que la única fuente de luz fuera unas lámparas "cuya luminosidad equivalía a 44 velas encendidas". Pudo comprobar, mediante la alteración de los tiempos de exposición, como era relativamente fácil cambiar la hora en la que los pétalos solían cerrarse. Ornithogallum umbellatum (Estrella de Belén) , Anthemis maritima (camomila marina) y Mimosa pudica fueron fácilmente inducidas, llegando incluso a revertir por completo su ritmo circadiano; mientras que este tratamiento fue inútil en diferentes plantas del género Oxalis (Oxalis incarnata y Oxalis stricta). Esto evidenciaba que la naturaleza de estos movimientos tenían un fuerte componente adaptativo al entorno, y por lo tanto, las plantas tenían sentidos más desarrollados de lo que se pensaba hasta la fecha.